# Navio-petroleiro
O superpetroleiro AbQaiq pode transportar até 2 milhões 
de barris de petróleo.
Um navio-petroleiro é um tipo particular de navio tanque, utilizado para o transporte de hidrocarbonetos, nomeadamente petróleo bruto e derivados. Desde os finais do século XIX são fabricados exclusivamente para esse fim.

## Características
Atualmente, os petroleiros dividem-se entre navios de um só casco e os de casco duplo: nos primeiros, o próprio casco do navio é também a parede dos tanques de petróleo, enquanto nos navios de casco duplo duas paredes de aço separadas cumprem cada uma destas funções. A legislação de muitos países estabeleceu uma data a partir da qual petroleiros de casco simples serão proibidos de entrar nas suas águas territoriais.
Os petroleiros são, em média e no limite, os maiores navios que existem.
A maioria dos petroleiros de grande porte é, por isso, incapaz de atracar em portos convencionais, tendo que utilizar terminais específicos construídos em alto mar ou efectuar transfegas para navios menores, denominados lifters.
Cada um destes navios consumia em média, e em alto mar, aproximadamente 300 toneladas de combustível por dia. Contudo, comparativamente com o seu tamanho e com a carga transportada, esta quantidade é relativamente pequena.

## Categorias por tamanho
Em 1954, a Shell Oil desenvolveu o sistema de "avaliação da taxa média de frete" (AFRA), que classifica os navios-tanque de diferentes tamanhos. Para torná-lo um instrumento independente, a Shell consultou o London Tanker Brokers 'Panel (LTBP). No início, eles dividiram os grupos como Uso Geral para petroleiros com menos de 25 000 toneladas de porte bruto (TPB); Médio alcance para navios entre 25 000 e 45 000 DWT e Longo alcance para os então enormes navios com mais de 45 000 DWT. Os navios tornaram-se maiores durante a década de 1970, o que levou ao reescalonamento.
O sistema foi desenvolvido por motivos fiscais, uma vez que as autoridades fiscais queriam evidências de que os registros de faturamento interno estavam corretos. Antes que a Bolsa Mercantil de Nova York começasse a negociar futuros de petróleo bruto em 1983, era difícil determinar o preço exato do petróleo, que poderia mudar a cada contrato. Shell e BP, as primeiras empresas a usarem o sistema, abandonaram o sistema AFRA em 1983, seguidas posteriormente pelas petrolíferas americanas. No entanto, o sistema ainda é usado hoje. Além disso, existe a flexibilidade da escala de mercado, que toma rotas típicas e lotes de 500 000 barris (79 000 m3).
Os petroleiros mercantes transportam uma ampla gama de líquidos de hidrocarbonetos, desde petróleo bruto a produtos petrolíferos refinados. Seu tamanho é medido em toneladas métricas de peso morto (DWT). Os navios petroleiros estão entre os maiores, variando de 55 000 navios DWT Panamax a ultra-large crude carrier (ULCCs) de mais de 440 000 DWT.
Navios-tanque menores, variando de bem abaixo de 10 000 DWT a 80 000 navios Panamax DWT, geralmente transportam produtos petrolíferos refinados e são conhecidos como navios-tanque de produtos. Os menores petroleiros, com capacidades abaixo de 10 000 DWT, geralmente trabalham próximo à costa e em vias navegáveis interiores. Embora estivessem no passado, os navios das classes menores Aframax e Suezmax não são mais considerados superpetroleiros.

### VLCC e ULCC

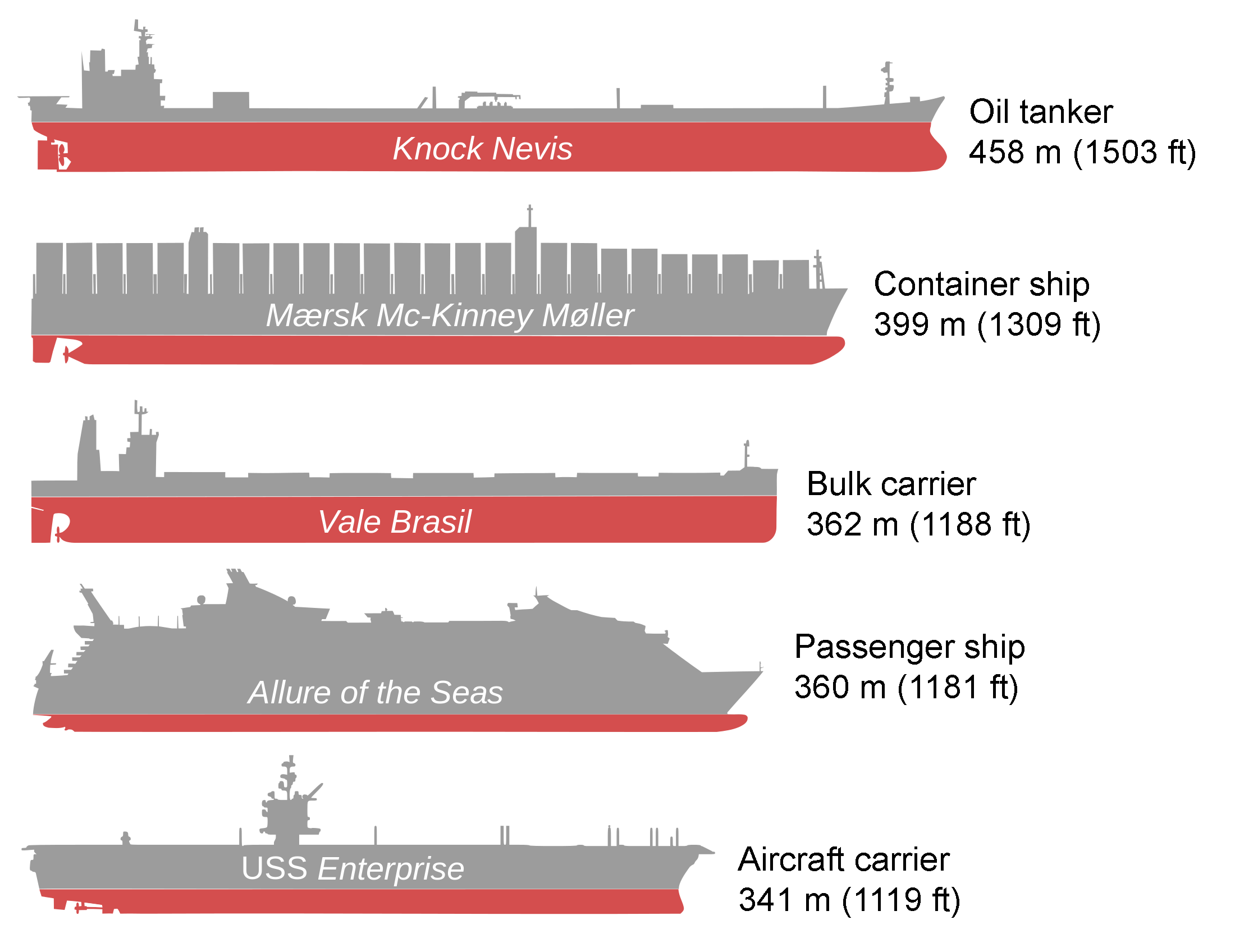
O Knock Nevis (1979–2010), primeiro da ilustração, um ULCC e o navio mais comprido até então construído.

"Superpetroleiros" são os maiores petroleiros e as maiores estruturas móveis feitas pelo homem. Eles incluem transportadores de petróleo bruto "muito grandes" (os "Very Large Crude Carrier") e "ultra-grandes" (os "Ultra Large Crude Carrier") com capacidades acima de 250 000 DWT. Esses navios podem transportar 2 000 000 barris (320 000 m3) de petróleo / 318 000 toneladas métricas. A título de comparação, o Reino Unido consumiu cerca de 1,6 milhões de barris (250 000 m3) de petróleo por dia em 2009. Os ULCCs comissionados na década de 1970 foram os maiores navios já construídos, mas agora todos foram desmantelados. Alguns ULCCs mais novos permanecem em serviço, nenhum dos quais tem mais de 400 metros de comprimento.
Devido ao seu tamanho, os superpetroleiros geralmente não conseguem entrar nos portos totalmente carregados. Esses navios podem levar sua carga em plataformas offshore e amarrações de ponto único. Na outra extremidade da viagem, eles frequentemente bombeiam sua carga para navios-tanque menores em pontos designados de isqueiros ao largo da costa. As rotas de superpetroleiros são geralmente longas, exigindo que eles permaneçam no mar por longos períodos, geralmente em torno de setenta dias de cada vez.

## Navios petroleiros

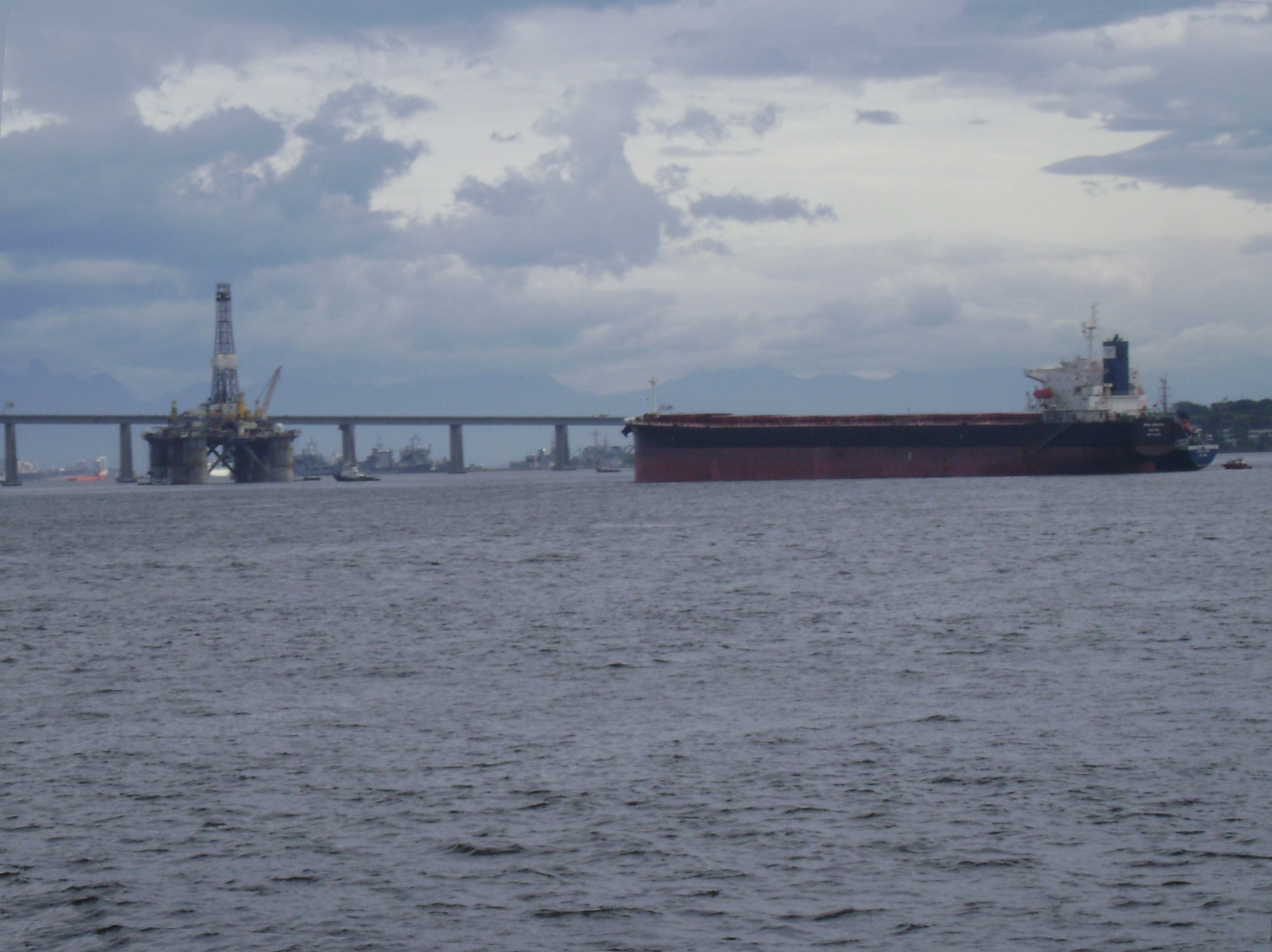
Petroleiro ao lado de uma plataforma petrolífera na baía de Guanabara, Rio de Janeiro.

Navios representantes deste tipo de embarcação:
- Knock Nevis, construído em 1976 com 458 metros de comprimento e capacidade para 564 mil toneladas de crude. Foi desmantelado por uma empresa indiana em 2010 para sucata. Foi o maior objeto que pode se locomover construído pelo homem.[7][8]

- Pierre Guilaumat, construído em 1977 com 414 metros de comprimento e capacidade para 555 mil toneladas de crude. Foi afundado em 1983.[9]

- Batillus e Bellamya, construídos em 1976, também de 414 metros de comprimento, capacidade para 553 mil toneladas de crude. Ambos foram afundados em 1986. Eram navios gêmeos (da mesma classe).[10]

## Acidentes
Os acidentes que envolvem superpetroleiros tendem a chamar a atenção pública pela escala do desastre ecológico individual, sendo recorrentes as imagens de pássaros cobertos de petróleo. Apesar disso, a quantidade de petróleo derramada em tais acidentes esporádicos é, no seu conjunto, muito pequena quando comparada com o total que é vazado diariamente de petroleiros, oleodutos e postos de gasolina. Os vazamentos provocados pelos navios Prestige e o Exxon Valdez são exemplos deste tipo de ocorrência.